# 長刺毛鈎鯰
長刺擬鈎鯰，為輻鰭魚綱鯰形目甲鯰科的其中一種，為熱帶淡水魚，分布於南美洲法屬圭亞那Oyapock河流域，體長可達10.4公分，棲息在底層水域，生活習性不明。